# Long Branch (Nova Jérsia)
Long Branch é uma cidade localizada no estado americano de Nova Jérsia, no Condado de Monmouth. A cidade foi fundada em 1668, e incorporada em 1904. Em 1980, a população da cidade foi estimada em 29 819 habitantes, e em 1990, em 28 658 habitantes.

## Demografia
Segundo o censo americano de 2000, a sua população era de 31.340 habitantes.
Em 2006, foi estimada uma população de 32.314, um aumento de 974 (3.1%).

## Geografia
De acordo com o United States Census Bureau tem uma área de
16,0 km², dos quais 13,5 km² cobertos por terra e 2,5 km² cobertos por água.

## Localidades na vizinhança
O diagrama seguinte representa as localidades num raio de 8 km ao redor de Long Branch.